# 小行星4204
小行星4204（4204 Barsig）是一颗绕太阳运转的小行星，为主小行星带小行星。该小行星于1985年5月11日发现。

## 轨道参数
小行星4204的轨道半长轴为2.2689053 UA，离心率为0.085。